# アリエル・フラード
- アリエル・フラド

アリエル・ボリバル・フラード・アグラサル（Ariel Bolívar Jurado Agrazal, 1996年1月30日 - ）は、パナマのコクレ県アグアドゥルセ出身のプロ野球選手（投手）。右投右打。愛称はバートロ・コローンの若い頃を思い出させるところからバートリト（Bartolito）。
メディアによっては「フラド」と表記されることもある。

## 経歴

### プロ入りとレンジャーズ時代
2012年12月にテキサス・レンジャーズと契約してプロ入り。
2013年に傘下のルーキー級ドミニカン・サマーリーグ・レンジャーズでプロデビュー。9試合に先発登板して6勝0敗、防御率2.39、47奪三振を記録した。
2014年はルーキー級アリゾナリーグ・レンジャーズでプレーし、14試合（先発3試合）に登板して2勝1敗、防御率1.63、35奪三振を記録した。
2015年はA級ヒッコリー・クロウダッズでプレーし、22試合（先発15試合）に登板して12勝1敗、防御率2.45、95奪三振を記録した。
2016年はA+級ハイデザート・マーベリックスとAA級フリスコ・ラフライダーズでプレーし、2球団合計で24試合（先発22試合）に登板して8勝6敗、防御率3.66、106奪三振を記録した。
2017年はAA級フリスコでプレーし、27試合に先発登板して9勝11敗、防御率4.59、95奪三振を記録した。シーズン途中にはテキサスリーグのオールスターのメンバーに選出された。オフの11月20日にルール・ファイブ・ドラフトでの流出を防ぐために40人枠入りした。
2018年は開幕をAA級フリスコで迎え、5月19日にメジャー初昇格を果たした。同日のシカゴ・ホワイトソックス戦にて先発でメジャーデビュー（4.2回を4失点で敗戦投手）。この年メジャーでは12試合（先発8試合）に登板して5勝5敗、防御率5.93、22奪三振を記録した。
2019年は32試合（先発18試合）に登板して7勝11敗、防御率5.81、81奪三振を記録した。
2020年7月31日にDFAとなった。

### メッツ時代
2020年8月5日に後日発表選手と金銭とのトレードで、ニューヨーク・メッツへ移籍した。メッツではわずか1試合の登板にとどまり、オフの12月2日にノンテンダーFAとなった。

### 無所属
2021年はいずれの球団にも所属せず、1月にトミー・ジョン手術を受け、その後はリハビリに専念した。

### ツインズ傘下時代
2022年3月20日にミネソタ・ツインズとマイナー契約を結んだ。6月にA級フォートマイヤーズ・マイティマッスルズで実戦復帰し、その後AAA級セントポール・セインツで14試合に登板して2勝を挙げたが、メジャー昇格の機会はなく、オフの11月10日にFAとなった。

### キウム時代
2022年11月25日、韓国プロ野球（KBO）のキウム・ヒーローズと、契約金・年俸85万ドル、出来高15万ドルで1年契約を結んだ。2023年は11勝を記録、2024年もキウムと再契約する。
2024年11月30日、自由契約選手として公示された。

### サムスン時代
2024年12月6日、サムスン・ライオンズと2025年の外国人選手として契約した。

## 投球スタイル
投球の半分以上をツーシームが占めており、変化球ではチェンジアップ、スライダー、カーブを投げる。

## 詳細情報

### 年度別投手成績
| 年 度    | 球 団    | 登 板 | 先 発 | 完 投 | 完 封 | 無 四 球 | 勝 利 | 敗 戦 | セ 丨 ブ | ホ 丨 ル ド | 勝 率 | 打 者 | 投 球 回 | 被 安 打 | 被 本 塁 打 | 与 四 球 | 敬 遠 | 与 死 球 | 奪 三 振 | 暴 投 | ボ 丨 ク | 失 点 | 自 責 点 | 防 御 率 | W H I P |
| -------- | -------- | ----- | ----- | ----- | ----- | -------- | ----- | ----- | -------- | ----------- | ----- | ----- | -------- | -------- | ----------- | -------- | ----- | -------- | -------- | ----- | -------- | ----- | -------- | -------- | ------- |
| 2018     | TEX      | 12    | 8     | 0     | 0     | 0        | 5     | 5     | 0        | 0           | .500  | 241   | 54.2     | 66       | 7           | 18       | 1     | 0        | 22       | 0     | 0        | 36    | 36       | 5.93     | 1.54    |
| 2019     | TEX      | 32    | 18    | 1     | 0     | 0        | 7     | 11    | 0        | 1           | .389  | 541   | 122.1    | 148      | 21          | 36       | 1     | 4        | 81       | 3     | 0        | 94    | 79       | 5.81     | 1.50    |
| 2020     | NYM      | 1     | 1     | 0     | 0     | 0        | 0     | 0     | 0        | 0           | ----  | 21    | 4.0      | 9        | 1           | 0        | 0     | 0        | 2        | 0     | 0        | 5     | 5        | 11.25    | 2.25    |
| MLB：3年 | MLB：3年 | 45    | 27    | 1     | 0     | 0        | 12    | 16    | 0        | 0           | .429  | 803   | 181.0    | 223      | 29          | 54       | 2     | 4        | 105      | 3     | 0        | 135   | 120      | 5.97     | 1.53    |

- 2020年度シーズン終了時

### 年度別守備成績
| 年 度 | 球 団 | 投手（P） | 投手（P） | 投手（P） | 投手（P） | 投手（P） | 投手（P） |
| 年 度 | 球 団 | 試 合     | 刺 殺     | 補 殺     | 失 策     | 併 殺     | 守 備 率  |
| ----- | ----- | --------- | --------- | --------- | --------- | --------- | --------- |
| 2018  | TEX   | 12        | 3         | 8         | 0         | 0         | 1.000     |
| 2019  | TEX   | 32        | 6         | 9         | 2         | 0         | .882      |
| MLB   | MLB   | 44        | 9         | 17        | 2         | 0         | .929      |

- 2019年度シーズン終了時

### 記録
MiLB
- テキサスリーグ・オールスターゲーム選出：1回（2017年）

### 背番号
- 57（2018年 - 2019年）
- 49（2020年）
- 75（2023年 - ）